# TOKYO ELEGY
「TOKYO ELEGY」（トーキョー・エレジー）は、2002年10月23日にリリースされた稲垣潤一44枚目のシングル。

## 解説
コンセプトは「哀歌」（elegy）。テレビ東京系・松本清張没後10年特別企画「女と愛とミステリー」『たづたづし』テーマ。

## 内容
1. TOKYO ELEGY
  - 作詞:売野雅勇、作曲:鈴木キサブロー、編曲:西脇辰弥
2. 君に出会ってから
  - 作詞:小谷ゆき子、作曲:谷脇仁美、編曲:西脇辰弥
3. rhymelight
  - 作詞:加藤健、作曲:松本俊明、編曲:北村仁志
4. TOKYO ELEGY（オリジナル・カラオケ）
  - 作詞:売野雅勇、作曲:鈴木キサブロー、編曲:西脇辰弥
5. 君に出会ってから （オリジナル・カラオケ）
  - 作詞:小谷ゆき子、作曲:谷脇仁美、編曲:西脇辰弥
6. rhymelight（オリジナル・カラオケ）
  - 作詞:加藤健、作曲:松本俊明、編曲:北村仁志